# سجين زندا (فلم 1979)
سجين زندا، هي فيلم أمريكي كوميدي، من إخراج ريتشارد كواين، تم عرضه في الصالات السينمائية سنة 1979، ومن بطولة ستيوارت جرينجر وديبورا كير وجيمس ماسون.